# Janowiec Kościelny (plaats)
Janowiec Kościelny is een dorp in het Poolse woiwodschap Ermland-Mazurië, in het district Nidzicki. De plaats maakt deel uit van de gemeente Janowiec Kościelny en telt 360 inwoners.